# A Caverna Encantada
A Caverna Encantada é uma telenovela brasileira, produzida e exibida pelo SBT desde 29 de julho de 2024, substituindo A Infância de Romeu e Julieta. É a oitava novela infanto juvenil a ser produzida pela emissora, desde o início do investimento em obras dessa safra em 2012.
É escrita por Íris Abravanel, com colaboração de Andreza Porto, Denise Barbosa, Fany Higuera, Gustavo Braga e Luiz Felipe Pereira Santos, com supervisão de texto de Rita Valente e direção geral de Ricardo Mantoanelli. É uma adaptação dos livros A Princesinha e O Jardim Secreto, de Frances Hodgson Burnett.
Conta Mel Summers, Isabela Souza, Miguel Coelho, Clarice Niskier, Juju Penido, Wallentina Bomfim, Manu Bistene, Rosi Campos, Théo Werneck e Giulia Nassa nos papéis principais.

## Enredo

#### Premissa principal
A trama conta a história de Anna, uma menina de 7 anos, filha do médico e também missionário Paulo. O pai recebe um chamado para uma missão perigosa e, infelizmente, Anna não poderá acompanhá-lo. Paulo deixa a filha Anna num colégio interno no interior de São Paulo, onde a garota vai conviver com crianças bem diferentes. O pai garante voltar no dia do aniversário da filha, mas misteriosamente, não retorna. Anna decide investigar os motivos sobre o sumiço do pai e acaba descobrindo algumas coisas interessantes sobre seu passado.

#### 1.ª temporada: Outono
Deixada no colégio Rosa dos Ventos pelo seu pai, Paulo Salvatore, Anna Salvatore terá que lidar com novos desafios após o sumiço deste. Um deles são as maldades da diretora Norma. Ela não só quer ter todo o controle do internato, como pretende fazer a vida de Anna um inferno com as suas armações, sabendo que a garota herdaria a escola em caso de falecimento do Dr. Paulo, contando com a aliança de Elisa, a inspetora do Colégio (sem saber que é manipulada por ela), e Lavinia, uma aluna da idade de Anna, que usa as duas vilãs para seus planos. O maior desafeto da diretora é a professora Pilar, que esconde um grande segredo. Pilar é apaixonada por Gabriel, o professor da instituição, mas vive em pé de guerra com este.
Após o sumiço de Paulo, Anna tem medo de seu primeiro final de semana sozinha no colégio. Ela acaba fazendo amizade com Moisés, um menino tímido e calado, filho de Dalete, a cozinheira do colégio, que se torna o "anjo da guarda" da protagonista, e também conquista o coração da professora Pilar e se junta as meninas do Rosa dos Ventos como Isadora e Manuela. Ela também faz amizade com os integrantes dos Luíses, como Pedro e André, sem saber que os outros meninos do grupo como Lucas, Binho e Benjamin, o irmão de Pedro, rejeitariam a ideia de se aliar a uma garota e ainda disputam a liderança da "sociedade secreta" fundada pelo professor Juscelino, que tem como objetivo principal o incentivo à leitura.
Semanas depois, Anna acaba descobrindo um carimbo de uma rosa nos livros da biblioteca do colégio e decide investigar a mensagem subliminar escondida neles, que na verdade são os segredos sobre o passado do local. Ela conta com a ajuda de Moleza, um bicho-preguiça, e de seus amigos como Pedro, André, Isadora e Manuela, partindo em uma longa aventura na caverna escondida no colégio. Porém, as investigações de Anna acabam incomodando Norma, uma vez que, ela descobrindo os enigmas sobre o seu passado, pode acabar sendo a ruína de seus planos e com isso, ela acaba tramando novas maldades para dificultar a descoberta da mocinha. Dentro da caverna, Anna conhece novos amigos imaginários, mas tem que lidar com a serpente Safira, que no passado era uma salamandra, possuindo poder de hipnotizar alguém para conseguir o que quer.
A temporada encerra quando Norma supostamente acaba conseguindo a guarda de Anna, sem saber que tudo não passa de um plano para dominar o colégio, apesar de Lavínia ser a única a saber da armação. Os meninos descobrem a existência de um diamante falante, mas que misteriosamente some. Também é revelado que Pilar perdeu uma criança que esperava no primeiro relacionamento, após o seu marido morrer, sendo este o seu maior segredo, complicando um possível relacionamento com Gabriel.

#### 2.ª temporada: Inverno
Moleza anuncia a chegada do inverno e novas mudanças no Rosa dos Ventos. Norma segue com seu plano de atazanar a vida de Anna fingindo ser a sua verdadeira mãe. Enquanto isso, Norma, Tonico e Elisa acham na privada o diamante perdido, sem saber que ele é um objeto mágico, que possui o poder de deixar qualquer pessoa obcecada.
A falta de cuidado dos vilões faz a peça desaparecer de novo e parar na caverna encantada, sendo encontrado por Zeca, um rato falante, mas sequestrado por Dodô, um morcego falante, que se recusa a entregar a joia à Safira e deixa ela cair no lago, se perdendo mais uma vez. Enquanto isso, os meninos dos Luíses descobrem que Anna e suas amigas frequentam a caverna encantada e prometem manter a posse do local, com novas armações. Já Norma e Elisa disputam para ter a posse do diamante perdido, o que envolve até mesmo a fabricação de réplicas falsas para tirar uma do caminho da outra. Safira também fará de tudo para ter o diamante e usará de seus poderes para ter a jóia, sendo um de seus planos raptar Felipe e hipnotizar o garoto, levando Anna e suas amigas a interditar o acesso à caverna encantada para proteção de todos.
No Rosa dos Ventos, novos conflitos começam a aparecer. Um deles é a paixão de Pilar por Gabriel, que enfrenta novos desafios, sendo um deles o envolvimento do professor com Bárbara. Quem se aproveita da situação é César, um veterinário atrapalhado, que se apaixona pela professora e fará de tudo para impedir qualquer reaproximação dos professores, incluindo até mesmo trair a sua namorada, a megera Elisa, inspetora do colégio e parceira de Norma. O segundo é o surgimento do Diário dos Ventos, um jornal escolar idealizado por Jane, que teve a ideia roubada por Lavínia. O periódico é aprovado por Norma, que elege Anna como editora-chefe, irritando Lavínia. A pestinha chantageia a diretora querendo o cobiçado cargo, ameaçando expor um esquema de corrupção no internato, graças a uma investigação de André, Felipe e Moisés junto com Anna e suas amigas, contando com uma entrevista exclusiva com Tonico. Inconformada com a atitude da suposta filha, Norma começa a controlar o conteúdo do jornal, obrigando os alunos a escrever matérias positivas sobre a escola.
Todavia, as crianças conseguem burlar a tentativa de censura de Norma, virando repórteres investigativos com a ajuda de Shirley e Wanda, descobrindo mais podres dentro do internato. Enquanto isso, Felipe, cansado de agir como um bom menino, decide chantagear Lavínia, ameaçando publicar no Diário dos Ventos a sua reprovação nas matérias do colégio, em troca dos carimbos secretos de acesso à caverna encantada. No entanto, ele acaba colocando a pestinha em perigo, uma vez que não consegue adentrar ao local e com isso, uma brecha entre o mundo fictício e o real se abre, fazendo com que Safira consiga hipnotizar Lavínia. Novas confusões no colégio acabam acontecendo nesse meio tempo e também na cidade de Milagres, com as armações de Cristina no último, enquanto que Norma vê seu plano ir por água abaixo quando a justiça decide anular a guarda de Anna. Mas a maior reviravolta é o fato do Dr. Paulo ainda estar vivo, mas perdido numa mata fechada em Minas Gerais.
A temporada termina quando a cidade de Milagres realiza um concurso para definir o casal de honra da Primavera, com Pilar e Gabriel vencendo o certame, mas desagradando Norma, que faz de tudo para que Elisa seja escolhida a Dama da Primavera e tenta impedir a realização do grande festival de Primavera.

#### 3.ª temporada: Primavera
Mesmo com todas as tentativas fracassadas de Norma, a cidade de Milagres realiza o 61.° Festival de Primavera, com Elisa sendo escolhida como a Dama da Primavera, mas acabou sendo ofuscada por Pilar. Gabriel finalmente toma uma atitude e decide pedir Pilar em namoro, com a ajuda das crianças, mas a professora acaba preferindo pedir um tempo para pensar e logo depois, acaba aceitando.
Neste meio, Lavínia segue atazanando a vida das crianças do Rosa dos Ventos, mas vê a realidade batendo na porta com a chegada de seus pais, enquanto que Norma lança uma nova regra no colégio, proibindo que seus funcionários assumam qualquer tipo de relacionamento extraconjugal até mesmo fora das dependências, irritando Gabriel e Pilar. O casal, junto com Anna e seus amigos, decidem lutar para ter a liberdade de construir laços afetivos. Enquanto isso, Isadora sai do Colégio pela falta de condições financeiras dos pais. Todavia, Senor, um "novo" aluno chega ao colégio, mas ninguém suspeita que se tratava de um estudante antigo, além de saber alguns segredos dos Luíses. Anna recebe novas pistas com ligação ao seu passado, sendo elas uma bússola que pertencia ao seu avô, além de uma carta.
Dentro da caverna é descoberto uma flor, que é ligada pelo poder da fé de Anna, sendo também a sua segunda vida, mas a planta corre perigo após ser vista como algo valioso por Safira, os Pequenotts e Lavínia. Dentro da caverna também surge um novo personagem, se tratando de Molezão, uma cópia do Moleza, que é descoberto por Safira e companhia. Ele também se dedica a salvar a vida de Benjamin, seu amigo. Além disso, Elisa também assume uma nova identidade, se passando por Alejandra, a professora de língua estrangeira que substitui Gabriel, que se demite por não concordar com as regras de Norma. O que Elisa não suspeita é que Norma pensa em demiti-lá e colocar a suposta professora de espanhol em seu lugar após conquistar os alunos do Rosa dos Ventos. Elisa só tomou a decisão de assumir uma nova identidade para realizar seu maior sonho, que é se tornar uma professora, mas era desacreditada por Norma, todavia, Nina e Jane acabam descobrindo a verdade, mas guardam segredo, enquanto que Pilar desconfia de sua suposta colega, que acaba sendo desmascarada por Norma. E os Luíses ganham um grupo rival, intitulado Lúcias, onde apenas as meninas fazem parte dele.
A temporada encerra quando Norma, junto com Goma, ameaça construir uma piscina no Rosa dos Ventos, colocando a caverna encantada em risco. Anna, Lavínia (que decide deixar a rivalidade com a protagonista de lado) e Manu se unem para impedir que isso aconteça pelo risco de extinção do mundo da fantasia e as consequências disso no mundo real.

#### 4.ª temporada: Verão
Com a chegada da estação mais quente de todas, novas confusões começam a rolar no Rosa dos Ventos. Elisa e César começam a se envolver e convertem a biblioteca num quarto, atrapalhando a passagem para a caverna encantada, irritando Anna, Pilar e Gabriel, com os dois últimos vivendo os primeiros dias como casados. Norma se aproveita da situação e cria uma disputa de casais. Enquanto isso, Pedro exibe uma foto secreta para Isadora revelando que Ana Lúcia, uma ex-aluna, já foi uma integrante dos Luíses, sendo a única menina a fazer parte do grupo, o que irrita os garotos da sociedade secreta por um segredo ser revelado.
Goma revela estar apaixonado por Norma e com a ajuda de César, tenta conquistar a diretora. Já Cristina encerra a sua carreira de cantora após não conseguir estourar nas paradas de sucesso. Anna chega em seus últimos passos para concluir as investigações sobre a sua família e ter as pistas do desaparecimento de seu pai, que está vivo.

## Elenco
| Intérprete         | Personagem                        |
| ------------------ | --------------------------------- |
| Mel Summers        | Anna Salvatore                    |
| Isabela Souza      | Pilar Pinheiro (Profª Pilar)      |
| Miguel Coelho      | Gabriel (Prof° Gabriel)           |
| Clarice Niskier    | Diretora Norma Alencar            |
| Juju Penido        | Lavínia Elizabeth Albuquerque     |
| Rosi Campos        | Shirley Ramos                     |
| Magali Biff        | Wanda Ramos / Helga               |
| Luíza Tomé         | Dalete Alves                      |
| Théo Werneck       | Tonico                            |
| Giulia Nassa       | Cristina Ventura                  |
| Phil Miler         | Goma Behr                         |
| Andrey Lopes       | César Pacheco                     |
| Pamella Machado    | Elisa Guimarães / Profª Alejandra |
| Thay Bergamim      | Betina Lima                       |
| Ariane Souza       | Fátima Santana (Fafá)             |
| Henrique Sganzerla | Thomas Farah                      |
| Gabriel Avellar    | Felipe Ribeiro (Pê de Peste)      |
| Wallentina Bomfim  | Manuela Bellini (Manu)            |
| Gui Tavares        | André Junqueira                   |
| Sofia Fornazari    | Flora Esperanza                   |
| Manu Bistene       | Isadora Agostini (Isa)            |
| Juju Teófilo       | Nina Oliveira                     |
| Mari Yumi          | Jane Martins                      |
| Diego Laumar       | Moisés Alves                      |
| Lucca Almeida      | Pedro Cabral                      |
| Bernardo Prado     | Benjamin Cabral (Benja)           |
| Theo Radicchi      | Rui Nogueira                      |
| Victor Lima        | Fábio da Silva (Binho)            |
| Bernardo Schroeder | Lucas                             |
| Miguel Trajano     | Senor Abrantes                    |
| Fernando Gomes     | Moleza (Voz)                      |
| Neusa de Souza     | Safira (Voz)                      |
| André Milano       | Dodô (Voz)                        |

### Participações especiais
| Intérprete         | Personagem                  |
| ------------------ | --------------------------- |
| Elam Lima          | Paulo Salvatore (Dr. Paulo) |
| Julia Pronio       | Catarina Salvatore          |
| Júlia Foti         | Bárbara Porto               |
| André Ramiro       | Mateus                      |
| Beto Sargentelli   | Dom Pedro I                 |
| Débora Duarte      | Dona Clélia                 |
| Ana Castela        | Ana Flávia Alves            |
| Ary França         | Inspetor Severo             |
| Tuna Dwek          | Perpétua Alencar            |
| Arthur Kohl        | Professor Juscelino         |
| Polly Marinho      | Sossô Perigosa              |
| Lis Luciddi        | Telma Gaspar                |
| Renata Brás        | Úrsula Fortunato            |
| Gkay               | Renata Bleyck               |
| Carlo Porto        | Alberto Albuquerque         |
| Ellen Rocche       | Cecília Albuquerque         |
| MC Daniel          | Ele mesmo                   |
| Moacyr Franco      | Laércio                     |
| Thaís Pacholek     | Talita                      |
| Belutti            | Beto Zack                   |
| Fausto Carvalho    | Jorginho                    |
| Ivan Cápua         | Marquês Desconhecido        |
| Nilton Bicudo      | Chicleto de Souza Grudento  |
| Pedro Lemos        | Enigma                      |
| Patrícia Abravanel | Ela mesma                   |
| Rebeca Abravanel   | Ela mesma                   |
| Márcia Dantas      | Ela mesma                   |
| Gaby Cabrini       | Ela mesma                   |
| Gabriel Cartolano  | Ele mesmo                   |
| Konstantino Atan   | Adriano Ramos               |
| Nicholas Torres    | Jaime Palillo               |
| Gustavo Daneluz    | Mário Ayala                 |
| Deive Leonardo     | Ele mesmo                   |
| Thullio Milionário | Ele mesmo                   |
| Pequena Lô         | Ela mesma                   |

## Produção
Em setembro de 2023, foi noticiado que o SBT pretendia readaptar a obra Meu Pé de Laranja Lima, que seria a quarta versão do livro citado. Além do texto brasileiro, outra obra que havia entrado no radar da emissora foi a novela argentina Patito feo, que ganharia um remake em 2020 para substituir As Aventuras de Poliana, mas foi suspenso devido aos cortes de gastos da emissora, que não vivia um bom momento financeiramente quando ela começou a produzida no segundo semestre de 2019, com a situação sendo agravada com a Pandemia de COVID-19 no ano seguinte. A trama também possuía semelhanças com o título citado e era mal vista internamente por conta do escândalo causado pelo ator Juan Darthés, que foi preso por abuso sexual em 2019 após denúncias vindas de ex-colegas de elenco.
No entanto, o canal acabou descartando internamente o remake de Meu Pé de Laranja Lima e em seguida, estudou criar um remake de El diario de Daniela, novela mexicana exibida nos anos de 2000 e 2007. A trama até chegou a ser confirmada pelo jornalista Leão Lobo em 23 de dezembro de 2023. Todavia, o SBT decidiu por readaptar o livro O Jardim Secreto.
Além do título do próprio livro, foram utilizados como nomes provisórios: Pequenos Gigantes, Enfrentando Gigantes, Anna e os Gigantes e Anna e os Pequenos Gigantes. Em 11 de março de 2024, o SBT oficializou o título A Caverna Encantada.
O primeiro teaser foi ar no dia 26 de maio durante o intervalo comercial do Domingo Legal.

### Escolha do elenco
Os primeiros nomes divulgados para a novela foram de Carla Diaz, Joaquim Lopes e Regina Duarte. No entanto, apenas os dois primeiros fizeram os testes para a obra, enquanto que a terceira chegou a ter a contratação descartada pela emissora, apesar da mesma ter realizado algumas tentativas através de convites, mas sem sucesso.
Carla Diaz disputou o papel da protagonista adulta junto com Anajú Dorigon, mas o papel principal acabou ficando com Isabela Souza, que foi confirmada no elenco junto com Miguel Coelho.
Para fazer a protagonista infantil, o SBT apostou na estreante Mel Summers. O elenco geral foi oficializado no dia 11 de março de 2024, que também confirmou as veteranas Rosi Campos e Luíza Tomé, marcando o retorno de Rosi à emissora após 34 anos de seu papel em Brasileiras e Brasileiros, enquanto que Tomé fez a sua estreia no canal. Outros veteranos confirmados na trama foram Clarice Niskier, cujo último trabalho em telenovelas foi em Carinha de Anjo, Phil Miler, que estava ausente do gênero desde Os Ricos Também Choram, Arthur Kohl que voltou ao SBT depois de ter participado do especial Mansão Bem Assombrada e Magali Biff que retornou à emissora depois de ter feito participações especiais em Chiquititas, Patrulha Salvadora e A Garota da Moto.
Além de Mel Summers e boa parte do elenco infantil, também estrearam em telenovelas os cantores Giulia Nassa e Théo Werneck, depois de ambos já terem experiências em produções do tipo, atuando em séries e programas de televisão.

### Gravações
As gravações se iniciaram no dia 1° de abril de 2024. Algumas cenas externas foram gravadas no Parque Nacional Cavernas do Peruaçu na cidade de Januária, em Minas Gerais. Além disso, o Rio São Francisco e a cidade de Itacarambi também serviram de cenário para a trama.

### Crossovercom Carrossel
Na transição da segunda para a terceira temporada, marcando a passagem do inverno para a primavera, foi incluído um momento que reúne os elencos de Carrossel e A Caverna Encantada, trazendo de volta os personagens Adriano (Konstantino Atan), Chulé sua meia inseparável,  Jaime (Nicholas Torres), Mário (Gustavo Daneluz) e o cachorro Rabito.

## Exibição
| Temporada | Temporada | Episódios | Episódios | Originalmente exibido  | Originalmente exibido  |
| Temporada | Temporada | Episódios | Episódios | Estreia da temporada   | Final da temporada     |
| --------- | --------- | --------- | --------- | ---------------------- | ---------------------- |
|           | 1         | 80        | 80        | 29 de julho de 2024    | 15 de novembro de 2024 |
|           | 2         | 77        | 77        | 18 de novembro de 2024 | 5 de março de 2025     |
|           | 3         | 111       | 111       | 6 de março de 2025     | 11 de agosto de 2025   |
|           | 4         | 19        | 19        | 12 de agosto de 2025   | 5 de setembro de 2025  |

A novela inaugura um novo formato nas tramas do SBT, sendo baseado em séries de televisão, já explorado anteriormente na primeira adaptação de Chiquititas, mas sendo dividida em quatro temporadas com previsão inicial de 55 capítulos, representando uma estação do ano em cada fase de luto da protagonista Anna. O diferencial é que não há pausas durante a exibição da trama. Diferente da previsão inicial, a primeira temporada acabou após 80 capítulos. No início do episódio 80 (15 de novembro de 2024) o personagem Moleza informa que o inverno chegou ao colégio e são apresentadas mudanças na abertura; no entanto, oficialmente, o SBT divulgou que a nova temporada começou no capítulo 81, em 18 de novembro de 2024.
A trama também está sendo disponibilizada no Disney+, mas adotando uma estratégia diferente de sua antecessora quando estava disponível no Prime Video, postando o episódio logo após a transmissão na TV.
Entre os dias 5 e 7 de agosto de 2024, a novela teve seus três primeiros capítulos reprisados na faixa das 18h30 ás 19h45, mas com exibição apenas em algumas praças que não exibem programação local. Porém, com os baixos índices, a reprise foi retirada do ar no dia 8, sendo substituída pelo Tá na Hora após este voltar a ocupar a faixa.
Entre 29 de julho e 6 de dezembro de 2024, a novela era exibida ás 20h45. De 9 de dezembro de 2024 a 30 de maio de 2025, a novela passou a ser exibida ás 21h05, ocupando o horário que antes pertencia a reprise de As Aventuras de Poliana. Não foi ao ar nos dias 31 de dezembro de 2024 em razão da transmissão do Vira Brasil, 8 de abril e 6 de maio de 2025, ambas por conta da cobertura jornalística do jogo entre América de Cali e Corinthians pela Copa Sul-Americana.
A partir de 26 de maio de 2025, a novela passaria a ser exibida em dois horários, com os capítulos inéditos sendo apresentados ás 13h45, enquanto que o horário original das 21h05 seria apenas da reapresentação. No dia 27 de maio foi exibida apenas no período da tarde, tendo a exibição noturna cancelada para a transmissão da Copa Sul-Americana com o jogo entre Huracán e Corinthians. No dia 26 de junho foi anunciado que a faixa noturna seria retirada do ar a partir do dia 4 de julho, com o espaço sendo ocupado pela telenovela mexicana As Filhas da Senhora Garcia. Em 21 de julho a novela sofreria uma nova mudança de horário, passando a ir para a faixa das 17h, substituindo a Sessão Dorama, que exibia Meu Amor das Estrelas.

## A Seleção
Em 14 de julho de 2024, como uma forma de preparar o público, o SBT estreou dentro do Domingo Legal o reality show A Seleção, mostrando de forma documentada toda a escolha do elenco da novela, além de informações de bastidores e entrevista com os pais e responsáveis dos atores mirins, ganhando edições diárias após o SBT Brasil e antecedendo a reta final de A Infância de Romeu e Julieta.

## Música

### A Caverna Encantada
O álbum da trilha sonora da novela A Caverna Encantada foi lançada em 23 de julho de 2024 pelo SBT Music nas plataformas de áudio, contém 14 músicas interpretados pelos elencos. O tema de abertura da telenovela é uma reinterpretação do coral "Jesus bleibet meine Freude", do compositor alemão Johann Sebastian Bach em 1723, foi adaptado pela versão brasileira compostos por Fernando Forni e Thomas Roth e interpretada pela cantora Ana Castela, e teve uma versão estendida no final do álbum.
Lista de faixas
| N.º            | Título                                                                | Compositor(es)                                                                 | Artista(s):                                                | Duração |  |
| 1.             | "Tema de Abertura (A Caverna Encantada) (Jesus bleibet meine Freude)" | Fernando Forni Johann Sebastian Bach Thomas Roth                               | Ana Castela                                                | 01:03   |  |
| 2.             | "Anna"                                                                | Gaby Roth Thomas Roth                                                          | Mel Summers                                                | 02:50   |  |
| 3.             | "Lavínia"                                                             | Thomas Roth                                                                    | Maurício Manieri                                           | 02:02   |  |
| 4.             | "Colégio Interno Rosa dos Ventos"                                     | Fred Benuce Johann Strauss II Thomas Roth                                      | Bianca Lua Brenda Mayer Fred Benuce Isa Salles Thomas Roth | 01:55   |  |
| 5.             | "Gotas na Caverna"                                                    | Teco Fuchs Thomas Roth                                                         | Tatiana Parra                                              | 02:26   |  |
| 6.             | "Pê de Peste"                                                         | Fred Benuce Thomas Roth                                                        | Supla                                                      | 02:05   |  |
| 7.             | "Anna e suas Amigas"                                                  | Paulo Vaz Thomas Roth                                                          | Bianca Lua Brenda Mayer                                    | 02:12   |  |
| 8.             | "Norma (Norma Chegou!)"                                               | Carol Navarro Fred Benuce Gaby Roth Isa Salles Léo Lamos Loro Roth Thomas Roth | Fred Benuce Gaby Roth Ludwing van Beethoven                | 02:07   |  |
| 9.             | "Amar É Maré"                                                         | Thomas Ruth                                                                    | Isabela Sousa Miguel Coelho                                | 03:12   |  |
| 10.            | "Lolipopus"                                                           | Josias Damasceno Thomas Roth                                                   | Phil Miler                                                 | 02:05   |  |
| 11.            | "Moleza Agitado"                                                      | Fred Benuce Gaby Roth                                                          | Fernando Gomes                                             | 01:50   |  |
| 12.            | "Shirley e Wanda"                                                     | Teco Fuchs Thomas Roth                                                         | Teco Fuchs                                                 | 02:22   |  |
| 13.            | "Pet Shop Bolhas e Bolhas"                                            | Paulo Vaz Thomas Roth                                                          | Giulia Nassa Thay Bergamim                                 | 02:00   |  |
| 14.            | "A Caverna Encantada (Jesus bleibet meine Freude)" (Estendida)        | Fernando Forni Johann Sebastian Bach Thomas Roth                               | Ana Castela                                                | 01:52   |  |
| Duração total: | Duração total:                                                        | Duração total:                                                                 | Duração total:                                             | 29:51   |  |

Outras canções:
- "Carvard Me Aguarde", Juju Penido
- "Quem Quer Brincar? Chão é Lavar!", Vários
- "Calma Garotada!", Vários
- "Mais Forte que Aço", Tiê
- "Fafá", Josias Damasceno, Brenda Mayer & Bianca Lua
- "Às Profissões", Brenda Mayer & Isa Salles
- "Meu Coração", Reolamos

### A Caverna Encantada, Vol. 2
Em 4 de outubro de 2024, a SBT Music anunciou que o álbum A Caverna Encantada, Vol. 2 lançasse como pré-save que permitiria que o álbum seria salvo nas bibliotecas nos streamings, até que foi lançado oficialmente em 12 de outubro, trazendo 15 músicas interpretados pelos elencos e artistas.
Lista de faixas
| N.º            | Título                          | Compositor(es)                              | Artista(s):                              | Duração |  |
| 1.             | "Januária"                      | Thomas Roth                                 | Fernando Forni                           | 02:17   |  |
| 2.             | "Fafá"                          | Josias Damasceno Thomas Roth                | Josias Damasceno Brenda Mayer Bianca Lua | 02:11   |  |
| 3.             | "Carvard Me Aguarde"            | Lucas Zacarias Frezza Thomas Roth           | Juju Penido                              | 02:08   |  |
| 4.             | "Pipipipilar"                   | Thomas Roth                                 | Andrey Lopes                             | 01:52   |  |
| 5.             | "Às Profissões"                 | Thomas Roth                                 | Brenda Mayer Isa Salles                  | 02:08   |  |
| 6.             | "Elisa"                         | Thomas Roth                                 | Lupa Mabuze                              | 02:29   |  |
| 7.             | "Mais Forte que Aço"            | Federico Rossin Benuce Gabriela Roth Benuce | Tiê                                      | 02:38   |  |
| 8.             | "Meu Coração"                   | Gabriela Roth Benuce Thomas Roth            | Reolamos                                 | 02:54   |  |
| 9.             | "Tônico"                        | Thomas Ruth                                 | Theo Werneck                             | 03:03   |  |
| 10.            | "O Que Vem Pode Ser Melhor"     | Fernando Piccinini Junior Thomas Roth       | Adriana Drê                              | 02:08   |  |
| 11.            | "Gudelicia"                     | Gabriela Roth Benuce Thomas Roth            | Carol Navarro                            | 02:10   |  |
| 12.            | "O Monstro do Lago"             | Thomas Roth                                 | Fred Benuce                              | 02:16   |  |
| 13.            | "Dalete"                        | Thomas Roth                                 | Tati Brito                               | 02:26   |  |
| 14.            | "Cão e Gato"                    | Thomas Roth                                 | Giulia Nassa Thay Bergamim               | 01:59   |  |
| 15.            | "Você Faz Meu Coração Iluminar" | Gabriela Roth Benuce Thomas Ruth            | Mel Summers Isabela Souza                | 02:38   |  |
| Duração total: | Duração total:                  | Duração total:                              | Duração total:                           | 35:17   |  |

Outras canções:
- "Safira Desliza", Coro Encantados
- "Anna e Manuela", Coro Encantados
- "Os Luizes", Vários
- "Vai Levar Demérito", Clarice Niskier, Pamella Machado e Coro Encantados
- "Januária na Janela", Chico Buarque
- "Ô, Dodô!", Coro Encantados
- "Se Jogar", Wallentina Bonfim
- "É Show (Rap do Lalá)", Clarice Niskier e Pamella Machado
- "O Clube dos Felipes", Vários
- "O Inverno Tá Lá Fora", Vários
- "Será Que Isso é Amor?", Vários
- "Jorginho, Beach Teenis", Vários
- "É o Amor", Vários
- "Rui", Vários
- "É Meu", Clarice Niskier e Pamella Machado
- "Eternamente", Coro Encantados
- "Já Chegou no Natal", Clarice Niskier e Pamella Machado
- "Pequenotts", Vários
- "Cristina", Henrique Sganzerla
- "Colégio Interno Rosa dos Ventos (Acústico)", Wallentina Bonfim
- "Popstar", Juju Teófilo & Wallentina Bonfim
- "Felipe e Rui", Vários
- "Todo Menino", Vários
- "Harmonia", Coro Encantados
- "Antigamente (As Meninas e Meninos)", Coro Encantados
- "Amiga", Giu Nassa
- "Carnaval Chegou", Pamella Machado e Clarice Niskier
- "Tuá Imaturidade", Vários
- "Teu Nome", Vários
- "A Primavera (Tema da 3ª Temporada)", Thomas Roth
- "É Tempo de Primavera", Coro Encantados
- "O Clube D'Os Luises", Coro Encantado
- "Se Solta", Giu Nassa
- "Rap do Happy", Pamella Machado e Clarice Niskier
- "Sorriso Amigo", Vários
- "Se Eu Te Contasse, Giulia Nassa

## Repercussão

### Audiência
| Temporadas | Episódios | Episódios | Episódios | Recorde | Recorde | Média |
| ---------- | --------- | --------- | --------- | ------- | ------- | ----- |
| Temporadas | 1º        | 2º        | Último    | (+)     | (-)     | Média |
| Outono     | 4,2       | 4,4       | 3,1       | 5,2     | 2,7     | 4,0   |
| Inverno    | 3,8       | 4,0       | 3,5       | 4,7     | 2,6     | 3,4   |
| Primavera  | 3,8       | 3,2       | 2,4       | 4,4     | 1,6     | 2,9   |
| Verão      | 2,1       | 2,1       |           |         |         |       |

A novela estreou com 4,2 pontos, segundo dados consolidados do Kantar IBOPE Media, referentes à Região Metropolitana de São Paulo. O índice é inferior ao da estreia de sua antecessora, que até aquele momento detinha o título de pior estreia da faixa desde a abertura da produção de títulos dessa safra em 2012. O segundo capítulo registrou 4,4 pontos, chegando a vice-liderança por alguns minutos. Em 12 de agosto registrou 4,6 pontos. Em 17 de setembro registrou 5,2 pontos.
Porém, a novela começou a perder cada vez mais público, chegando a registrar índices na casa dos 3 pontos, sendo resultado de uma não aceitação do público com a história, que foi considerada infantil demais comparado com outros textos apresentados anteriormente. Com as mexidas de horário a partir de sua terceira temporada, os índices continuaram caindo, fazendo com que a novela registrasse médias de apenas 1 ponto no horário vespertino, algo que nem mesmo as tramas mexicanas chegaram a marcar na faixa das 17h.

### Prêmios e indicações
| Ano  | Premiação       | Categoria     | Indicação      | Resultado | Ref.   |
| ---- | --------------- | ------------- | -------------- | --------- | ------ |
| 2024 | Troféu Internet | Melhor Novela | Íris Abravanel | Indicada  | [ 75 ] |